# HŽ 2131 sorozat
A HŽ 2131 sorozat (korábbi nevén JŽ 731 sorozat) egy horvát C tengelyelrendezésű dízelmozdony-sorozat. A HŽ üzemelteti. Beceneve: „Jenbach”.